# Schidax canoferata
Schidax canoferata är en fjärilsart som beskrevs av Walker 1861. Schidax canoferata ingår i släktet Schidax och familjen Uraniidae. Inga underarter finns listade.